# فرانسوا بارتلمی

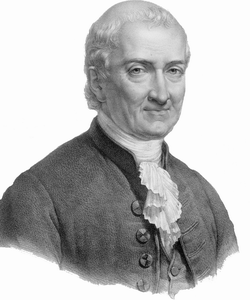

مارکی بالتازار فرانسوا دو بارتلمی (به فرانسوی: Balthazar François, marquis de Barthélemy) (زادهٔ ۲۰ اکتبر ۱۷۴۷- مرگ ۳ آوریل ۱۸۳۰) سیاستمدار، دیپلمات و از کنش‌گران انقلاب فرانسه بود. بارتلمی یکی از گردانندگان دیرکتوار بود.

## زندگی
او در اوبنی زاده‌شد. نخست نزد عمویش -آبه بارتلمی- درس دیپلماسی آموخت. سپس به ماموریت‌های دیپلماتیکی در سوئد، سوئیس و بریتانیا گسیل‌شد و در جریان امضای قراردادهایی میان فرانسه با پروس و اسپانیا او نمایندهٔ دولت فرانسه بود.
در ۱۷۹۷ به عضویت دیرکتوار درآمد؛ ولی به زودی به پشتیبانی از دودمان بوربون و کوشش برای بازگرداندن نظام پادشاهی متحدشد و به گویان فرانسه تبعید شد. بارتلمی ولی از گویان به سورینام گریخت و از آنجا به ایالات متحده آمریکا و دست آخر به بریتانیا رفت.
با روی کار آمدن ناپلئون بناپارت او به فرانسه بازگشت و به ناپلئون پیوست؛ ولی در ۱۸۱۴ میلادی او به هواخواهی لوئی هژدهم برخاست و از ناپلئون کناره‌گرفت. در جریان بازگشت صدروزه ناپلئون، او به ناچار پنهان‌شد. با بازگشت بوربون‌ها به سلطنت فرانسه بدو لقب مارکی اعطاشد.
مرگ بارتلمی در پاریس رخ‌داد.